# Martin Myšička

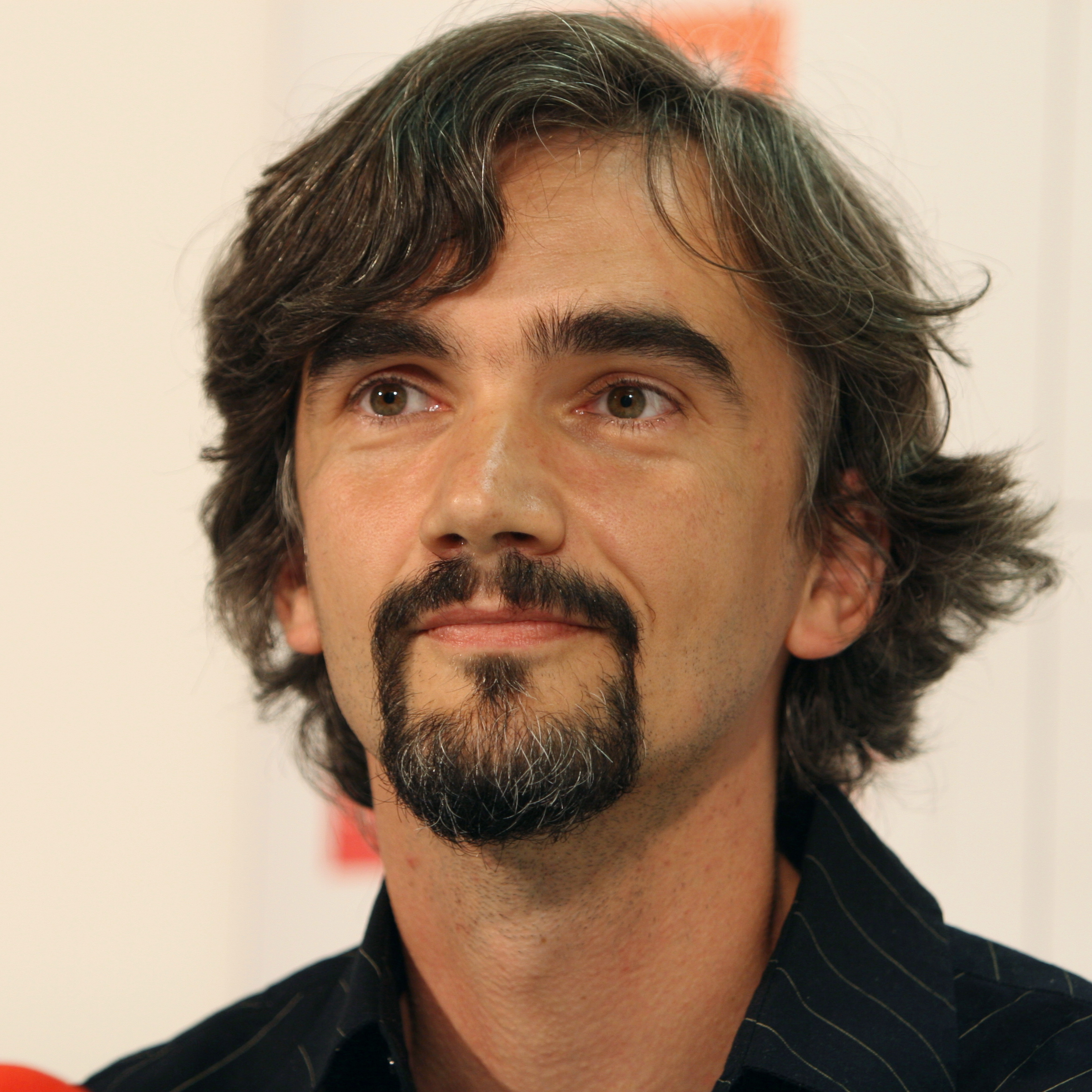
Martin Myšička (2008)

Martin Myšička (* 9. März 1970 in Příbram, Tschechoslowakei) ist ein tschechischer Schauspieler.

## Biografie
Martin Myšička wurde in Příbram geboren und wuchs in dem kleinen Dorf Stará Huť auf. Nach seinem Abitur studierte er Physik an der Karls-Universität Prag und Schauspielerei an der Theaterfakultät der Akademie der Musischen Künste in Prag (DAMU). Beides konnte er 1995 erfolgreich abschließen. Bereits zuvor spielte er an unterschiedlichen Theatern, wie dem Studio Ypsilon, dem Národní divadlo und dem Divadlo Na zábradlí. Sein Leinwanddebüt gab er in dem 1996 erschienenen und von David Ondříček inszenierten Liebesfilm Šeptej an der Seite von Jan P. Muchow und Tatiana Čecháková-Vilhelmová. Für seine Darstellung in Občanský průkaz wurde  2011 für den tschechischen Filmpreis Böhmischer Löwe als Bester Hauptdarsteller nominiert.

## Filmografie (Auswahl)
- 1996: Šeptej
- 2003: Jedna ruka netleská
- 2003: Můj otec a ostatní muži
- 2004: Černí baroni (Fernsehserie, zehn Folgen)
- 2008: Die Karamazows (Karamazovi)
- 2010: Přešlapy (Fernsehserie, sieben Folgen)
- 2010: Občanský průkaz
- 2015: Der Mittsommerkranz (Svatojánský věneček)
- 2017: Maria Theresia
- 2017: Der dritte Wunsch (Přání k mání)
- 2019: Die Schläfer (Bez vědomí, Fernsehserie)
- 2019: Die Prinzessin und das halbe Königreich (Princezna a půl království)
- 2020: Charlatan
- 2022: Die Höhle (Kam motýli nelétají)